# La verità di Grace
La verità di Grace (A Fall from Grace) è un film del 2020 diretto da Tyler Perry.

## Trama
Grace è una donna che, dopo aver divorziato, viene sopraffatta dalle sue fragilità e dalla malinconia di poter ritrovarsi sola per sempre. Proprio quando sembra aver perso ogni speranza di potersi innamorare ancora, la protagonista Grace conosce un affascinante e misterioso uomo. Quest'ultimo è giovane e carismatico e conquista subito il suo cuore, con piccoli e semplici gesti. I due si sposano, tuttavia la ritrovata serenità di Grace è destinata a finire ben presto. L'uomo di cui la protagonista si innamora si rivela un uomo meschino, capace di approfittare della sua prestigiosa carriera per depredarla di un’ingente somma di denaro, la tradisce apertamente e si appropria della sua casa. Grace, distrutta, aggredisce il marito e ne confessa l'omicidio, ma il corpo non viene mai ritrovato. Jasmine Bryant, che ricopre il ruolo di avvocato difensore in questo primo incarico, non è pienamente convinta della sua colpevolezza. La donna seguirà qualsiasi pista pur di scoprire la verità su questo caso e indurre Grace a raccontare come veramente sono andate le cose.

## Distribuzione
Il film è stato pubblicato negli Stati Uniti dalla piattaforma Netflix il 17 gennaio 2020. Il trailer del film è stato diffuso il 3 gennaio 2020.